# Ciudad-distrito de Luozhuang
Luozhuang (en chino simplificado: 罗庄区; chino tradicional: 羅莊區; pinyin: Luózhuāng Qū) es un distrito de la prefectura de Linyi, Shandong, China. Su área cubre aproximadamente 642 km² y tiene alrededor de 568 000 habitantes (2019).

## Divisiones administrativas
Según datos del año 2012, el distrito está dividido en 8 subdistritos.
Subdistritos
| - Luozhuang (罗庄街道) - Fuzhuang (付庄街道) - Shengzhuang (盛庄街道) - Tangzhuang (汤庄街道) | - Shuangyuehu (双月湖街道) - Ceshan (册山街道) - Gaodu (高都街道) - Luoxi (罗西街道) |